# Bitka kod Tory ostrva
Bitka kod Tory ostrva (ponekad nazvana Bitka kod Donegala, Bitka kod Loh Svilija ili Warrenova Akcija) bila je pomorska borba tokom Francuskih revolucionarnih ratova, koja se odigrala 12. oktobra 1798. godine između francuskih i britanskih eskadra na severozapadnoj obali okruga Donegal, tada u Kraljevini Irskoj. Poslednja akcija Irskog ustanka iz 1798. godine, Bitka kod Tory ostrva završila je poslednji pokušaj francuske mornarice da iskrca značajan broj vojnika u Irskoj tokom rata.
Društvo Ujedinjenih Iraca, predvođeno Wolfom Tonem, izvelo je ustanak protiv britanske vlasti u Irskoj 1798. godine. Francuska snaga, pod generalom Umberom, je iskrcana u Kilali, Mejo okrugu, na zahtev pobunjenika, ali su bili poraženi. Neobavešteni o predaji Umbera, Francuzi su poslali pojačanje. Kraljevska mornarica je presrela Francuze u blizini Tory ostrva, kod obale Donegala. Francuzi su poraženi, a Britanci su zarobili četiri broda. Ubrzo zatim još 3 broda. Od ukupno 10 brodova kojih su Francuzi doneli, samo su se tri vratila. Britanci su podneli minimalnu štetu. Bitka je okončala nade Ujedinjenih Iraca za spoljnom podrškom. Tone je uhapšen na zarobljenom francuskom brodu i izveden na obalu u Bunkrani.
Označen je poslednji pokušaj Francuske mornarice da izvrši invaziju bilo kog dela Britanskih ostrva. Takođe je okončala poslednje nade koje su Ujedinjeni Irci imali u dobijanju spoljne podrške u svojoj borbi protiv Britanaca. Nakon akcije, Ton je prepoznat na zarobljenom francuskom brodu i uhapšen. Britanci su ga izveli na obalu u Bunkrani, na poluostrvu Inishowen. Kasnije je optužen za izdaju i osuđen, ali je izvršio samoubistvo dok je bio u zatvoru u Dablinu, nekoliko sati pre nego što je trebalo biti obešen.

## Početak
Neprijatelji Velike Britanije na kontinentalnoj Evropi su odavno prepoznali Irsku kao slabu tačku u britanskoj odbrani. Iskrcavanje trupa tamo je bilo popularan strateški cilj, ne samo zato što bi napadač mogao očekivati podršku velikog dela domaće populacije, već i zato što bi se najverovatnije suočio sa manje brojnim trupama u poređenju sa ostalim delovima zemlje. Angažovanje Britanske vojske u dugotrajnoj kampanji u Irskoj bi smanjilo njenu dostupnost za druge ratne pozornice. Konačno, francuski planeri su smatrali da bi uspešna invazija Irske mogla poslužiti kao idealna platforma za kasniju invaziju Velike Britanije.
Retorika Francuske revolucije inspirisala je mnoge Irce da se bore za slične principe slobode, jednakosti i bratstva u svojoj sopstvenoj naciji; sloboda u ovom kontekstu uglavnom znači nezavisnost od Velike Britanije. Sa ovim ciljevima na umu, 1791. godine dublinski advokat Vulf Ton osnovao je Društvo Ujedinjenih Iraca. Udružujući se sa Francuskom Republikom, društvo je bilo suzbijeno od strane britanskih vlasti i primorano da se povuče u ilegalu, kada je izbio rat između Francuske i Velike Britanije 1793. godine. Ton i drugi članovi tajno su putovali u Francusku da ubede Francusku Nacionalnu Konvenciju da izvrši invaziju Irske. Oni su tvrdili da bi takva invazija mogla da računa na podršku velikog broja irskih gerilaca i, ako bi bila uspešna, nanela bi težak udarac britanskim ratnim naporima - možda čak dovoljno težak da primora Britaniju da traži primirje.

### Pokušaji invazije
Francuske podele i porazi, poput Glorioznog Prvog Juna i operacije Croisière du Grand Hiver, otežali su organizaciju operacije protiv Irske. Negativan mentalitet francuske mornarice, usled njenog gubitka velikog broja najboljih generala tokom Jakobinske diktature, povećavao je nedostatak strategijskog razmišljanja. U decembru 1796. godine, admiral Morar de Gal predvodio je katastrofalnu Ekspediciju za Irsku sa 17 brodova linije i 27 manjih plovila, prevozeći oko 25.000 ljudi. Međutim, nije uspeo nijedan francuski vojnik da se uspešno iskrca. Godine 1797. Vulf Ton i njegovi saputnici tražili su podršku od Batavijske Republike, koja je bila pod francuskom okupacijom, ali ova holandska flota, ujedinjena s francuskom, poražena je od strane Severnomorske flote Kraljevske mornarice pod admiralom Adamom Dankananom, u Bici kod Kamperdojna, čime je okončana pretnja batavijske invazije.

### Pobuna 1798. godine
U nadi da će iskoristiti spontani ustanak koji se proširio Irskom u maju 1798. godine, komodor Daniel Savari predvodio je treći i uspešniji pokušaj. Sa malom eskadrom fregata koje su nosile lažne britanske boje, iskrcao je 1.150 francuskih vojnika u Kilali, u avgustu, pod komandom generala Humberta. Međutim, Francuzi su bili nespremni jer su britanske obaveštajne operacije otkrile i uhapsile većinu vođa Ujedinjenih Iraca i izazvale rani ustanak. Iako je ustanak imao neke rane uspehe, kada je Humbert stigao, ishod je već bio odlučen porazom pobunjeničkih vojski od strane britanskih trupa. Snagama Humberta su se pridružile mnogi članovi Ujedinjenih Iraca i oni zajedno imali su nekog početnog uspeha, ali nisu mogli da se suprotstave brojnijim britanskim snagama u Bici kod Ballinamucka i predali su se 8. septembra. Uprkos maloj veličini, Savarijeva eskadra fregata i vojska koje su prevozile nisu imale značajan uticaj na kampanju.

## Literatura
- Brooks, Richard (2005). Cassell's Battlefields of Britain & Ireland. London: Weidenfeld & Nicolson. ISBN 978-0-304-36333-9.

- Clowes, William Laird (1997) [1900]. The Royal Navy, A History from the Earliest Times to 1900, Volume IV. Chatham Publishing. ISBN 1-86176-013-2.
- Come, Donald R. (зима 1952). „French Threat to British Shores, 1793–1798”. Military Affairs. Society for Military History. 16 (4): 174—188. JSTOR 1982368. doi:10.2307/1982368.
- Cookson, J. E. (1997). The British Armed Nation, 1793–1815. Oxford: Clarendon. ISBN 978-0-19-820658-3.
- Henderson, James (1994) [1970]. The Frigates: An Account of the Lighter Warships of the Napoleonic Wars, 1793–1815. London: Leo Cooper. ISBN 978-0-85052-432-1.
- Ireland, Bernard (2000). Naval Warfare in the Age of Sail: War at Sea, 1756–1815. London: Harper Collins. ISBN 978-0-00-414522-8.
- James, William (2002) [1827]. The Naval History of Great Britain during the French Revolutionary and Napoleonic Wars, Vol. 2, 1797–1799. London: Conway Maritime Press. ISBN 978-0-85177-906-5.
- Pakenham, Thomas (2000) [1997]. The Year of Liberty: The Story of the Great Irish Rebellion of 1798. London: Abacus. ISBN 978-0-349-11252-7. Rev. ed.
- Regan, Geoffrey (2001). Geoffrey Regan's Book of Naval Blunders. London: Andre Deutsch. ISBN 978-0-233-99978-4.
- Smith, Digby (1998). The Greenhill Napoleonic Wars Data Book. London: Greenhill. ISBN 978-1-85367-276-7.